# Yao-Hsun Yang
Yao-Hsun Yang (né le 22 janvier 1983 à Taitung, Taïwan) est un lanceur gaucher de baseball qui a évolué avec les Fukuoka SoftBank Hawks de la Ligue Pacifique du Japon.

## Carrière

### International
Yao-Hsun Yang joue pour l'Équipe de Taïwan aux Classiques mondiales de baseball de 2006 et 2013. Il représente aussi son pays aux Jeux asiatiques de 2010 à Guangzhou.

### Japon
Yao-Hsun Yang évolue pour les Fukuoka SoftBank Hawks de la Ligue Pacifique du Japon en 2006, 2008, 2009, 2010 et 2012, disputant un total de 38 parties, dont 12 comme lanceur partant et 26 comme lanceur de relève. Pour les Hawks, il remporte 5 victoires contre 5 défaites lors de ces 5 saisons, avec une moyenne de points mérités de 3,08 et 87 retraits sur des prises contre 47 buts-sur-balles accordés en 90 manches et deux tiers lancées.

### États-Unis
Le 13 février 2014 signe un contrat des ligues mineures avec les Pirates de Pittsburgh de la Ligue majeure de baseball et est invité à leur entraînement de printemps. Cédé au club-école de niveau AA de la franchise à Altoona, dans l'Eastern League, il accorde 12 points et 18 buts-sur-balles en 16 manches et deux tiers lancées, pour une moyenne de points mérités de 6,48. Il est aussi suspendu pour 3 rencontres après une bagarre générale survenue lors d'un match contre Fisher Cats du New Hampshire. Après 11 parties pour Altoona, il est remercié par les Pirates, pour qui il n'a pas joué un seul match de ligues majeures.